# Borownik
Borownik – część wsi Zielonagóra w Polsce, położona w województwie wielkopolskim, w powiecie szamotulskim, w gminie Obrzycko.
W latach 1975–1998 Borownik należał administracyjnie do województwa poznańskiego.